# 京阪神
京阪神（けいはんしん、英:Keihanshin）は、京都・大阪・神戸の3都市の総称、あるいは、これら3都市を中心とした近畿（関西）の主要部及び都市圏を指す地域名称である。

## 概要
一般的に京阪神と言えば、大阪を中心とした京阪神大都市圏を指すことが比較的多い。しかし、場合によっては下記のような例も見られる。

### 総称としての「京阪神」
単純に三都市の名前から一文字ずつ取ったもので、「京阪神三大学（京都大学・大阪大学・神戸大学）」など三都市に限った事象や施設を一つのグループとして表現する際に使用する。
「京阪神」の名称がつく企業
- 京阪神ビルディング（旧：京阪神不動産）
- 京阪神急行電鉄（後の阪急電鉄：法人としては現在の阪急阪神ホールディングス）
- 京阪神エルマガジン社（神戸新聞社グループ）

### 地域名称としての「京阪神」
- 京都市・大阪市・神戸市、あるいは、これら3市の衛星都市を合わせた都市圏を指す。近畿地方および西日本の中心部であり、日本で2番目に大きい都市圏である。
- 上記3市を中心として、近畿2府4県の全府県庁所在地が集中している経済地域。各指標により範囲は異なるが、経済・文化的に相互依存関係が強い。近畿地方の主要部。

## 近畿大都市圏

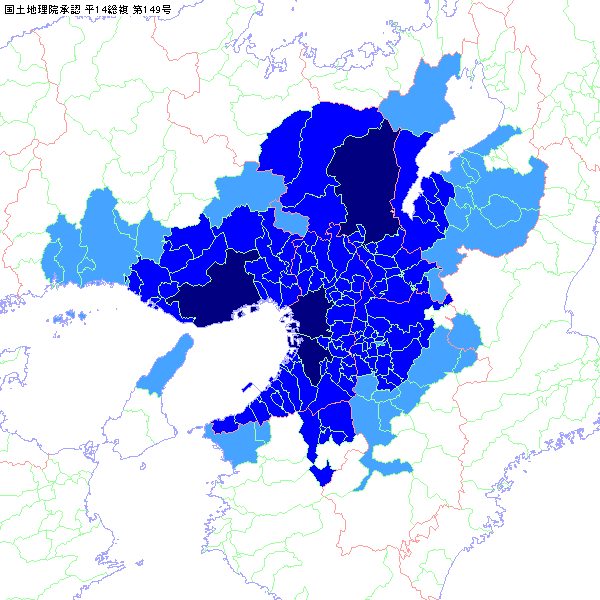
中心市、都市雇用圏（10%都市圏）、絶対都市圏（1.5%都市圏）を示す

総務省の国勢調査では、2005年まで大阪市・京都市・神戸市の3市を中心市とした絶対都市圏（1.5%都市圏）に京阪神大都市圏と名付けていた。2010年の国勢調査からは政令市となった堺市を中心市に加え、近畿大都市圏の名称に変わった。範囲は右図の       部分に相当し、大阪府全域、兵庫県南部、京都府南部、奈良県北部および南部の一部、滋賀県南部および北部の一部、福井県嶺南の一部、和歌山県の和歌山市・橋本市・岩出市・かつらぎ町、三重県の名張市にまで延び、人口は約1,930万人。
近畿大都市圏は世界屈指の大都市圏とされており、日本国内においては、東京を中心とした首都圏に次ぐ規模である。三大都市圏の一つとされ、近畿大都市圏のGDPは2009年現在で世界第3位であり、2010年の都市雇用圏に基づく大阪、京都、神戸各都市圏の合計の総生産額は63.9兆円となる。この地域の第三次産業では、首位都市の大阪市（人口約270万人）の都心が突出しているため、同市を中心とした都市圏を近畿大都市圏と見なすこともある。一方、大阪市のほかに、京都市（同約140万人）と神戸市（同約150万人）も昼夜間人口比率が100を上回っているため、各々が中心市となって都市圏を形成しているとも考えられる。その立場に立った都市雇用圏（10%都市圏）では、大阪都市圏、京都都市圏、神戸都市圏と、独立した都市圏（相対都市圏）を設定している。これは、東京（東京都区部）の周辺に位置する横浜市・さいたま市・千葉市などの首都圏の政令指定都市がいずれも東京都区部のベッドタウン（衛星都市）としての性格が強いため昼夜間人口比率が100を下回り、独立した都市圏を持たないことに対して異なる点として挙げられる。ただ、堺市は政令指定都市ではあるものの大阪市に隣接し、かつ昼夜間人口比率が100を下回っているため、独立した都市圏を持つには至っていない。なお、近畿大都市圏の他に関西大都市圏や関西圏などの呼称があるが概ね同義である。
また、近代都市はその成長過程で工業を富の基盤とし、労働者を引き寄せて人口集中を実現する例が多い。日本でも高度経済成長期まで、大都市の都市部では第二次産業人口が最も多かった。この観点から、世界的には工業地帯に形成された人口密集地帯を1つの「都市」とする例が見られる。この伝統的な見方に沿う場合、大阪市・神戸市を中心とした阪神工業地帯を1つの都市（阪神都市圏）とし、近代重化学工業を基盤としない京都市（京都都市圏）は独立した都市圏として扱う。このように「阪神都市圏」と「京都都市圏」に分ける例は、国際連合の Urban Agglomeration やプライスウォーターハウスクーパース (PwC) 社の都市圏別 GDPなどに見られる。
| 年     | 人口 （人） | 面積 （km2） | 人口密度 （人/km2） |
| ------ | ----------- | ------------ | ------------------- |
| 1960年 | 10,726,295  |              |                     |
| 1965年 | 13,202,883  | 9,873        | 1,337               |
| 1970年 | 15,389,971  | 10,896       | 1,412               |
| 1975年 | 16,347,806  | 10,436       | 1,566               |
| 1980年 | 17,064,301  | 10,996       | 1,552               |
| 1985年 | 17,610,589  | 10,944       | 1,609               |
| 1990年 | 18,431,043  | 10,522       | 1,752               |
| 1995年 | 18,996,974  | 12,151       | 1,561               |
| 2000年 | 18,643,915  | 11,169       | 1,669               |
| 2005年 | 18,768,395  | 11,701       | 1,604               |
| 2010年 | 19,341,976  | 13,033       | 1,484               |
| 2015年 | 19,302,746  | 13,033       | 1,481               |
| 2020年 | 19,176,439  | 13,090       | 1,464               |

| 府県市                     | 府県市   | 昼間人口 (a) | 夜間人口 (b) | (a)-(b) | (a)/(b) |
| -------------------------- | -------- | ------------ | ------------ | ------- | ------- |
| 大阪府                     | 大阪府   | 9,224        | 8,839        | 385     | 104%    |
|                            | 大阪市   | 3,543        | 2,691        | 852     | 132%    |
| 兵庫県                     | 兵庫県   | 5,294        | 5,535        | -241    | 96%     |
|                            | 神戸市   | 1,572        | 1,537        | 34      | 102%    |
| 京都府                     | 京都府   | 2,656        | 2,610        | 46      | 102%    |
|                            | 京都市   | 1,608        | 1,475        | 133     | 109%    |
| 滋賀県                     | 滋賀県   | 1,364        | 1,413        | -49     | 97%     |
| 奈良県                     | 奈良県   | 1,228        | 1,364        | -136    | 90%     |
| 和歌山県                   | 和歌山県 | 946          | 964          | -18     | 98%     |
| 三重県                     | 三重県   | 1,785        | 1,816        | -31     | 98%     |
| 2015年国勢調査、単位：千人 |          |              |              |         |         |

## 歴史
古墳時代には国内流通の中心である現在の大阪市の難波津・住吉津、中世に渡辺津などがあり、大阪市から堺市に向かう難波大道、堺市から奈良に向かう大津道・丹比道などで結ばれていた。他方、外交が重視される時期や、奈良盆地の既存勢力と距離を置きたい場合には、日本海-若狭湾-琵琶湖-淀川-大阪湾-瀬戸内海の内陸水系物流ルート沿いの琵琶湖南岸以南に都が置かれた。
大伴氏や物部氏などが本拠を置いた場所であり、大阪平野や奈良盆地に天皇（大王）がその在所を置くことが多く、日本の首都となった。難波宮・藤原宮・平城宮・平安宮などの大規模な首都整備、豪族・貴族の在地から首都への集住強制、納税や官人の往来のための官道整備（日本の古代道路）などにより、近畿地方は日本の富が集中する経済地域となっていった。
その後、公家・武家・寺家に権力が分散し、鎌倉幕府の成立によって畿内集中が弱まったこともあったが、室町幕府や南朝が置かれたり、自治都市の大阪市の平野郷や日明貿易により兵庫津や堺（現在の堺市）が伸張して富を集めた。
応仁の乱を皮切りに戦国時代の戦禍に巻き込まれたが、安土桃山時代に入ると織田信長や豊臣秀吉が当地に拠点を築いて経済改革を行い、また、城普請に伴って既に渡辺津や石山本願寺があった跡に大坂城が築かれ城下町が形成された。そして特に秀吉が淀川の改修工事を命じた際に、文禄堤が建設されたことが大坂と京を結ぶ安定した交通路たる京街道に結実し、これらの結果として経済発展が見られた。
江戸時代には、上述の内陸水系物流ルート上の京・大坂（上方）に、海路では西廻海運・菱垣廻船・樽廻船が繋がり、陸路では五街道などが整備されて、近江商人などが日本各地に分散して上方を含み日本の物資の集散地および金融の中心地へと変えた。大坂の陣の被害をうけた大坂であったが、各藩の蔵屋敷が集まり、世界初の商品先物取引所たる堂島米会所が置かれ、遠隔地取引での為替手形も用いられるようになり、大坂は「天下の台所」として再び日本経済の中心地となった。京は富裕層向けを初めとした高付加価値商品生産地、すなわち工業都市として発展し、製品・職人が日本各地へと流れ、付随して京文化の影響を各地に与えた。
明治時代には大きく変容する。幕末の開国により西日本最大の港湾都市となった神戸は近在の兵庫を併呑して膨張し、京都近在の伏見や大阪近在の堺を瞬く間に上回り、さらには京都市をも上回る大都市となった。「天下の台所」と呼ばれた経済都市の大阪市は健在であったが、江戸期以来参勤交代で富裕層の集住に成功して大消費地となった江戸が、東京府となって中央集権体制を確立し、税と外貿で富を更に集めるようになった。また、明治時代、東京にあった明治政府による藩債処分などの影響で大きな打撃を与えられた大阪市であったが、1894年に勃発した日清戦争以後、大阪市は「東洋のマンチェスター」と呼ばれる日本最大の商工業都市に発展し、神戸市は東洋最大の港湾都市へ飛躍するなど、再び日本における文化・経済の中心地となった（阪神間モダニズムも参照）。さらに1923年の関東大震災後には関東からの移住者が多数あり（横浜市や名古屋市や神戸市に移住した者も多数あり）、文化・経済の更なる興隆を見た。一方、神戸市や名古屋市の台頭で三都の地位から引きずり降ろされた京都市だったが、昭和初期に伏見市などを編入して東京市・大阪市に次いで3番目の百万都市となり、面目を保った。また、関西における帝国大学は京都市に設置され、昭和天皇まで即位の礼は京都御所で行われるなど、学術・文化面での中心性は健在であった。しかし、港湾を持たないという決定的な違いから、京都市は観光都市の道を歩むこととなる。
昭和10年代、日中戦争から第二次世界大戦へ突入していく中で近衛文麿政権により戦時体制が作られ、様々な業種が国家の統制管理に置かれる状況となって、近畿や他の地域の企業が統合されて関東に本社を置くことになったり、近畿地方から関東地方へ企業や財閥・資本家の移動が相次いだ。戦後の高度経済成長期には、阪神工業地帯などでの工場・事業所の新設や拡張などで、製造業生産高が増大していくが、東京一極集中による東京への本社や事業所の移転はその後も継続している。さらに工場などの生産拠点も、昭和60年代以降は円高による海外への移転が相次いでいる（「産業空洞化」も参照）。
一方、研究設備や研究成果、教授陣が充実している大学や、関西文化学術研究都市や神戸医療産業都市構想を初めとした産学官連携研究施設が集積しており、経済面の環境が縮小している訳ではない。PwC社のリポートでは、阪神地区の GDP が世界の都市圏の7位、マスターカード社のリポートでは、世界のビジネス都市としての環境の評価で19位を格付けされるなど、世界的には未だ巨大な経済圏である。

## 地域

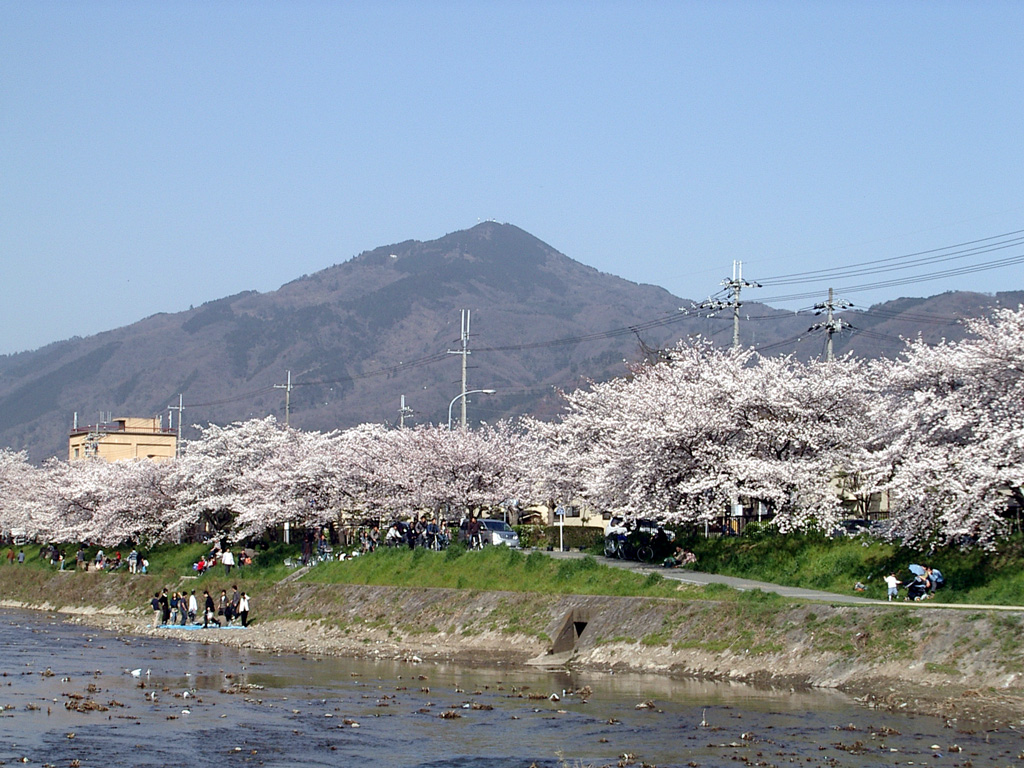
京都から望む比叡山（2005年4月）
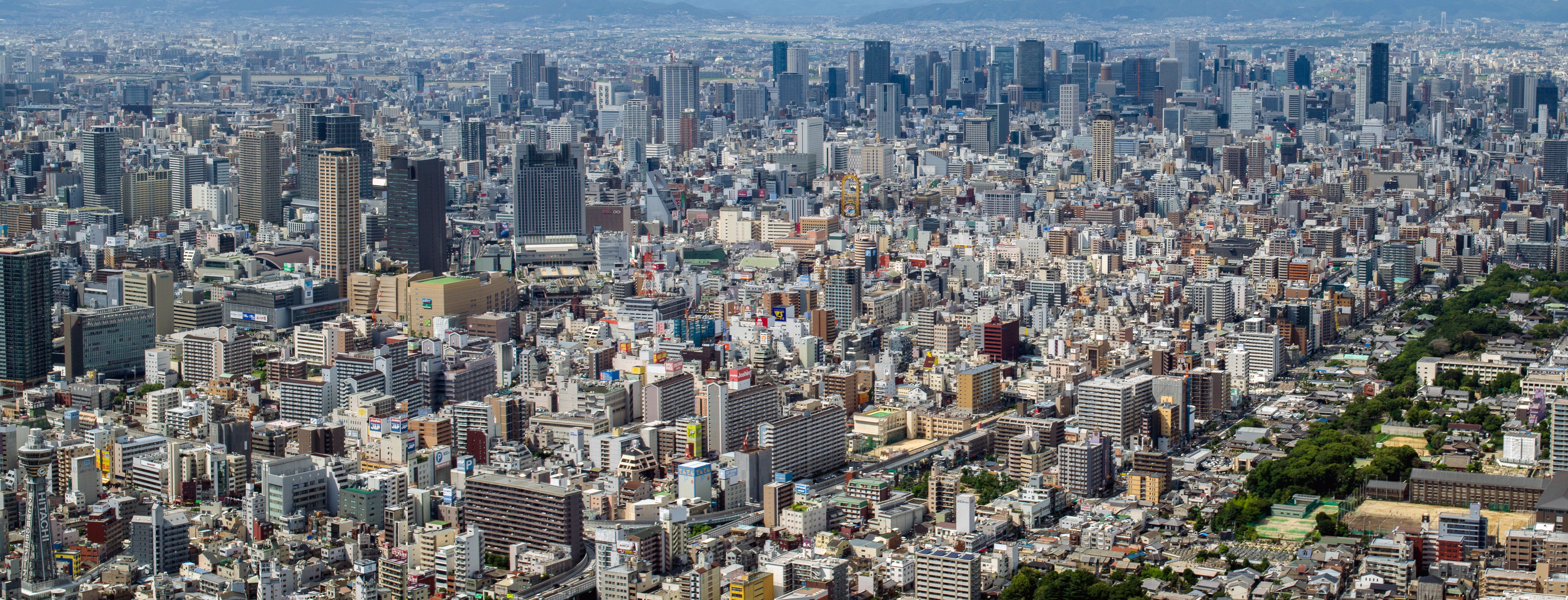
あべのハルカスから望む大阪中心部（2014年8月）
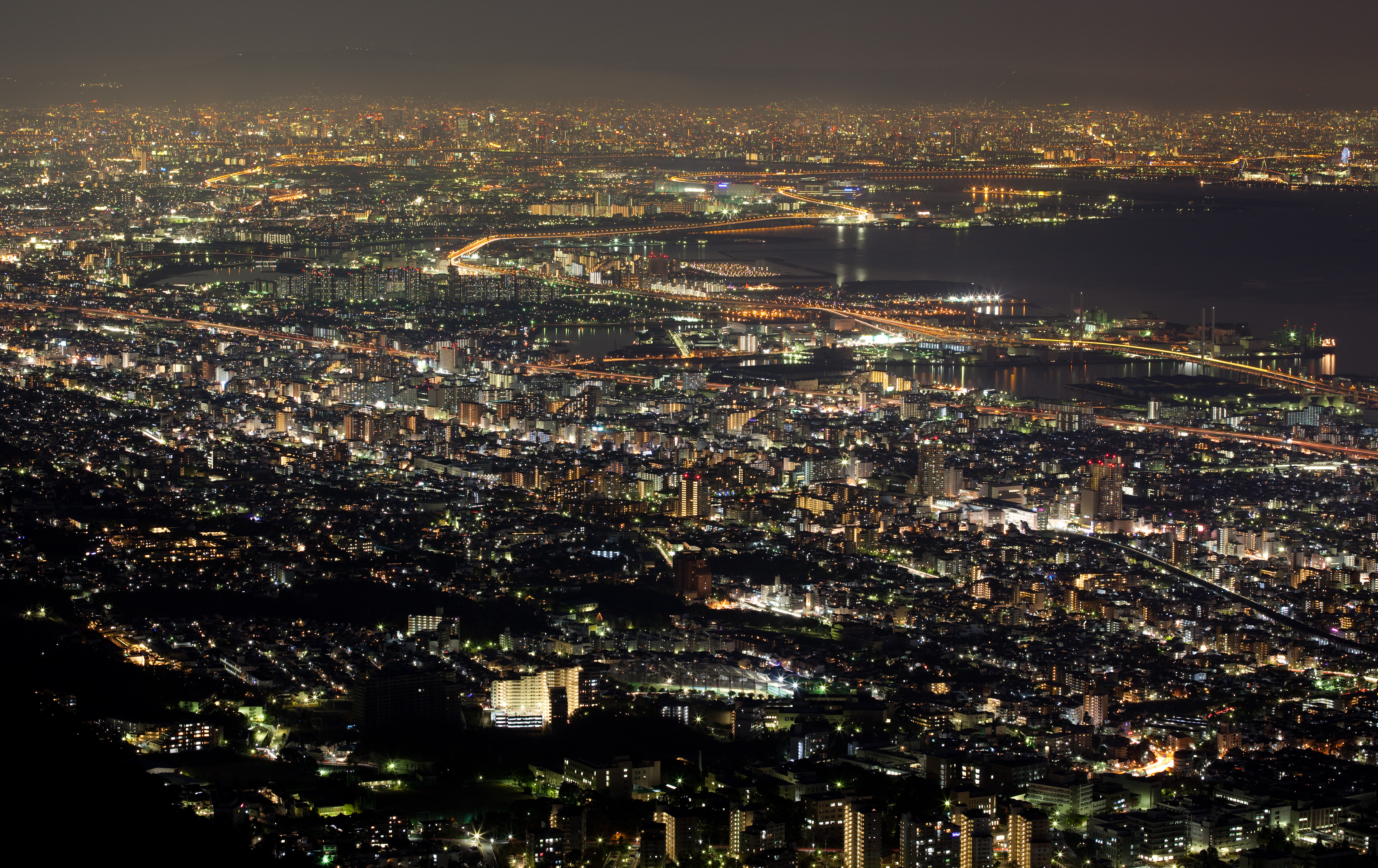
掬星台（摩耶山）から望む（2008年12月）

### 地理
大きな都市圏を形成している京阪神ではあるが、かなり起伏の富んだ地形が広がっている。主に大阪平野を中心に、播磨平野・京都盆地・奈良盆地・近江盆地に広がっている。この点で、起伏の少ない関東平野を中心として放射状に広がっている東京圏と比べると、生駒山地や六甲山地などの山地を挟んで都市が広がっている京阪神は大きく異なっている。
地形
- 平野・盆地…大阪平野、播磨平野、京都盆地、奈良盆地、亀岡盆地、近江盆地、山科盆地、上野盆地
- 山地・山…生駒山地、六甲山地、紀伊山地、比叡山、生駒山、丹波高地、金剛山、甲山
- 川…淀川、大和川、加古川、揖保川、紀の川
- 湖…琵琶湖

気候
気象予報などの地方区分では、近畿中部に分類される。主に平野部では瀬戸内海式気候、京都府南部・滋賀県南部・奈良県北部・三重県伊賀地方・伊賀地方などの内陸部は内陸性気候に属する。また阪神地域では六甲山から六甲颪、滋賀県湖西地域では比良山から比良おろしが吹き荒れる。また都市地域に広く覆われていることからヒートアイランドがみられ、冬の冷え込みの弱さや夏の猛暑・熱帯夜がもたらされ、その現象によって気候修飾を受ける。

### 郊外化
京阪神では、アメリカ合衆国の例に倣ったインターアーバン（都市間電車）路線の建設が盛んとなった。阪神電気鉄道本線（1905年開業）を嚆矢とし、続く箕面有馬電気軌道（後の阪急宝塚本線、1910年開業）、阪神急行電鉄神戸本線（1920年開業）ほかの各線の開通は、神戸・北摂の未開拓な後背地であった近郊農村地帯への着目のきっかけとなり、快適な住環境創造を目的とする郊外住宅地の開発が、鉄道沿線である風光明媚な六甲山南斜面において進められた（阪神間モダニズム）。その時代の京阪神を描写した文学作品の代表例として、谷崎潤一郎の『細雪』が挙げられる。
また、京都で学び、大阪で稼ぎ、神戸に住むことが関西人の理想である、との言説は谷崎潤一郎や田辺聖子などが言及したとも言われている。
京阪神周辺では、私鉄が多くの路線を敷設し、鉄道会社が中心となって沿線開発が進んでいく。泉州や南河内地域では南海本線が1885年に、南海高野線、近鉄南大阪線は共に1898年開業した。京阪地域では京阪本線が1910年、阪急京都本線が1921年に開業した。阪奈地域では関西本線が1889年に、近鉄奈良線が1914年に開業している（詳しくは関西私鉄も参照）。
昭和末期から平成期に入る頃になると、通勤圏が遠方ギリギリにまで拡大する傾向が目立っている。例えば、兵庫県丹波篠山市や加古川市、京都府園部町、奈良県大淀町、三重県青山町（現・伊賀市）、滋賀県近江八幡市や高島市、福井県若狭町や敦賀市、和歌山県橋本市までも拡大し、兵庫府民・奈良府民・滋賀府民・福井府民・三重府民・和歌山府民という俗語も登場した。その後は、都心回帰の傾向から通勤圏の拡大は弱まっている。

## 経済・学術

### 研究機関

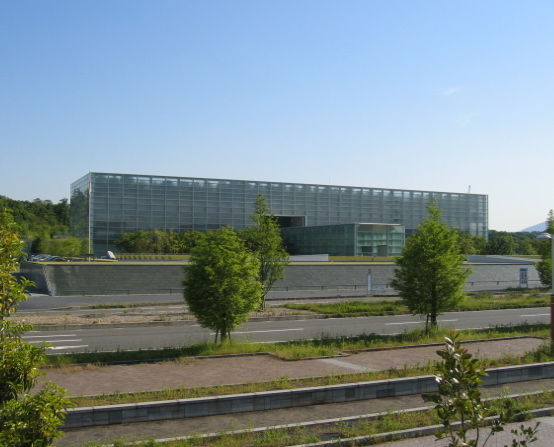
関西文化学術研究都市 ・国立国会図書館関西館
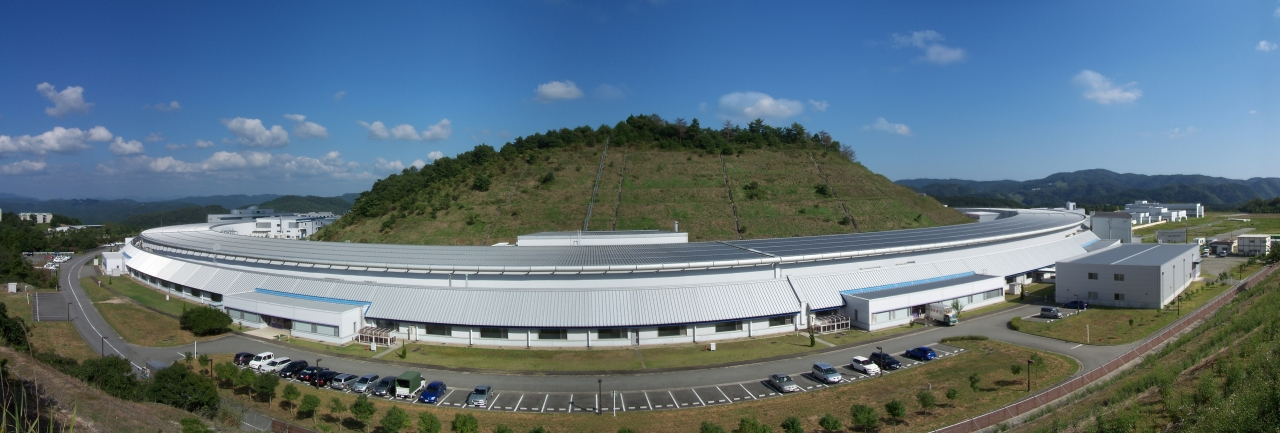
播磨科学公園都市・SPring-8

京阪神には以下の研究都市が存在する。詳細については、リンク先を参照。
- 関西文化学術研究都市（大阪府、京都府、奈良県）
- 播磨科学公園都市（兵庫県）
- 神戸医療産業都市（兵庫県）
- 神戸研究学園都市（兵庫県）
- 国際文化公園都市（大阪府）

## 交通
現在の京阪神は五畿七道では畿内に相当し、日本の中では他の地域に先駆けて古くから交通が発達していた。こうした交通網の発達は、明治以降鉄道建設や道路整備により京阪神を一体の地域としての性格を強めることに大きな影響を与えた。起伏のある地形や京都市・大阪市・神戸市それぞれが都市としての核であることから、東京都区部や横浜市を核とする首都圏のように、それぞれの都市を中心として環状に交通網が延び、同心円状に拡がっている。

### 鉄道
京阪神三都市間には複数の鉄道会社が路線を敷設しており、サービスや沿線開発においてJRと私鉄、また私鉄同士による熾烈な競合区間となっている。
- 都市間鉄道
  - 東海道新幹線
  - 山陽新幹線
- JR西日本の在来線路線
  - 琵琶湖線
  - 草津線
  - 湖西線
  - JR京都線
  - 嵯峨野線
  - 奈良線
  - JR神戸線
  - JR宝塚線
  - JR東西線
  - 学研都市線
  - 大阪環状線
  - JRゆめ咲線
  - おおさか東線
  - 大和路線
  - 和歌山線
  - 万葉まほろば線
  - 関西線
  - 阪和線
  - 関西空港線
- その他鉄道
  - 大阪市高速電気軌道（Osaka Metro）（御堂筋線、谷町線、四つ橋線、中央線、千日前線、堺筋線、長堀鶴見緑地線、今里筋線、ニュートラム）
  - 京都市営地下鉄（烏丸線、東西線）
  - 神戸市営地下鉄（西神・山手線、北神線、海岸線）
  - 阪急電鉄（京都線、神戸線、宝塚線、今津線、千里線など）
  - 阪神電気鉄道（本線、阪神なんば線、武庫川線）
  - 神戸電鉄（有馬線、三田線、粟生線など）
  - 能勢電鉄（妙見線、日生線）
  - 山陽電気鉄道（本線、網干線）
  - 京阪電気鉄道（京阪本線、中之島線など）
  - 京福電気鉄道（嵐山本線、北野線など）
  - 近畿日本鉄道（奈良線、大阪線、京都線、南大阪線、長野線、けいはんな線など）
  - 伊賀鉄道（伊賀線）
  - 南海電気鉄道（南海本線、高野線など）
  - 阪堺電気軌道（阪堺線、上町線）

- 京都 - 大阪間
  - 東海旅客鉄道（JR東海） - 東海道新幹線
  - 西日本旅客鉄道（JR西日本） - JR京都線（東海道本線）
  - 阪急電鉄 - 京都線
  - 京阪電気鉄道 - 京阪本線

近鉄にも京都駅 - 大阪難波駅を乗り換えなしで結ぶ特急列車「あをによし」が運行されているが、あくまでも「観光特急」としての位置付けであり都市間連絡を目的としたものではない。
- 大阪 - 神戸間
  - JR西日本 -　山陽新幹線
  - JR西日本 - JR神戸線（東海道本線）
  - 阪神電気鉄道 - 本線
  - 阪急電鉄 - 神戸線
- 大阪 - 宝塚間
  - JR西日本 - JR宝塚線（福知山線）
  - 阪急電鉄 - 宝塚線
  - 阪急電鉄 - 神戸本線・今津線（西宮北口駅乗り換え）
- 大阪 - 奈良間
  - JR西日本 - 大和路線（関西本線）
  - 近畿日本鉄道 - 奈良線
  - 近畿日本鉄道 - けいはんな線
- 大阪 - 高田・橿原間
  - JR西日本 - 大和路線（関西本線）・和歌山線・桜井線
  - 近畿日本鉄道 - 大阪線
  - 近畿日本鉄道 - 南大阪線
- 大阪 - 関西空港・和歌山間
  - JR西日本 - 阪和線・関西空港線
  - 南海電気鉄道 - 南海本線・空港線
- 京都 - 大津間
  - JR西日本 - 琵琶湖線（東海道本線）・湖西線
  - 京阪電気鉄道 - 京津線・石山坂本線
- 京都 - 奈良間
  - JR西日本 - 奈良線
  - 近畿日本鉄道 - 京都線
- 神戸 - 姫路間
  - JR西日本 - JR神戸線（山陽本線）
  - 山陽電気鉄道 - 本線

競合区間の路線図

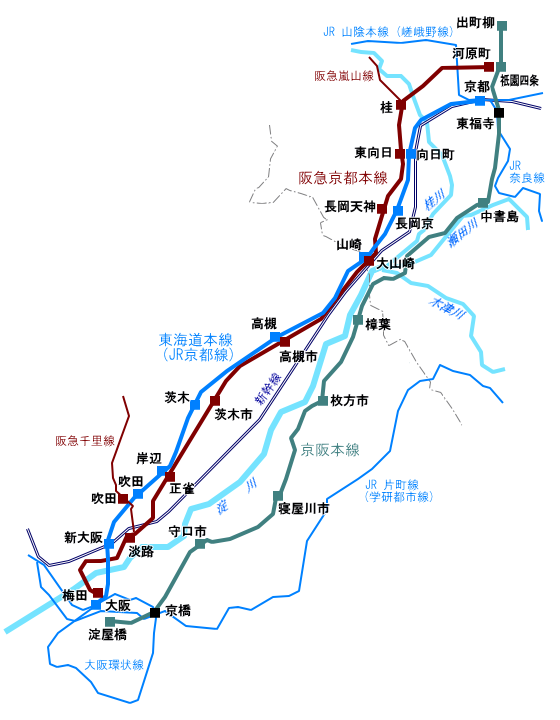
京都-大阪間
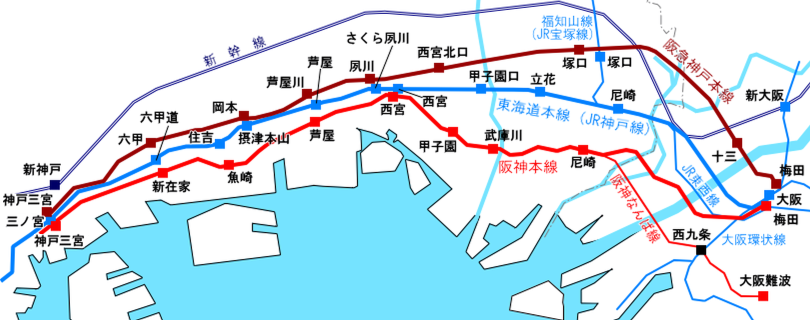
大阪-神戸間
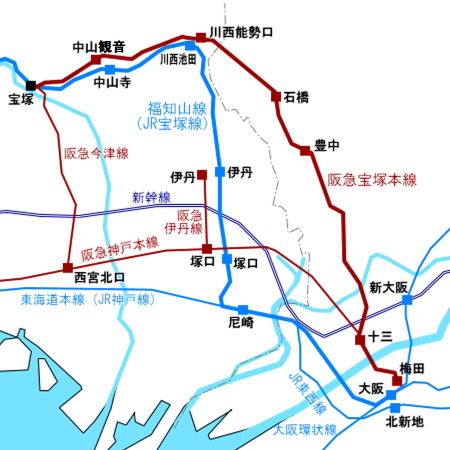
大阪-宝塚間
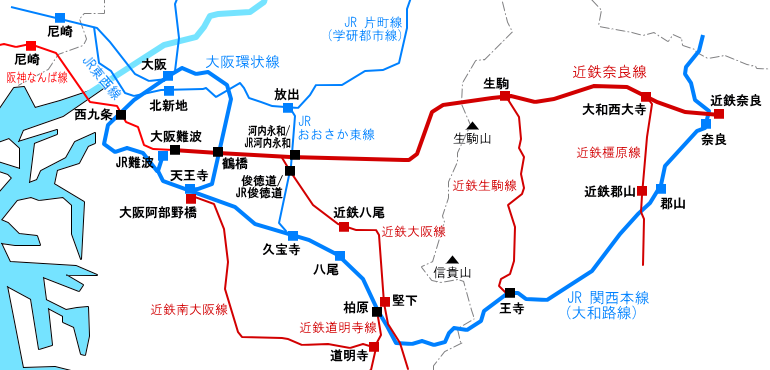
大阪-奈良間
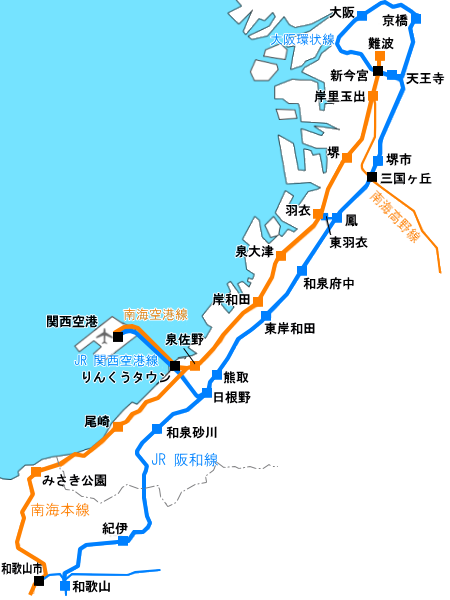
大阪-和歌山/関西空港間
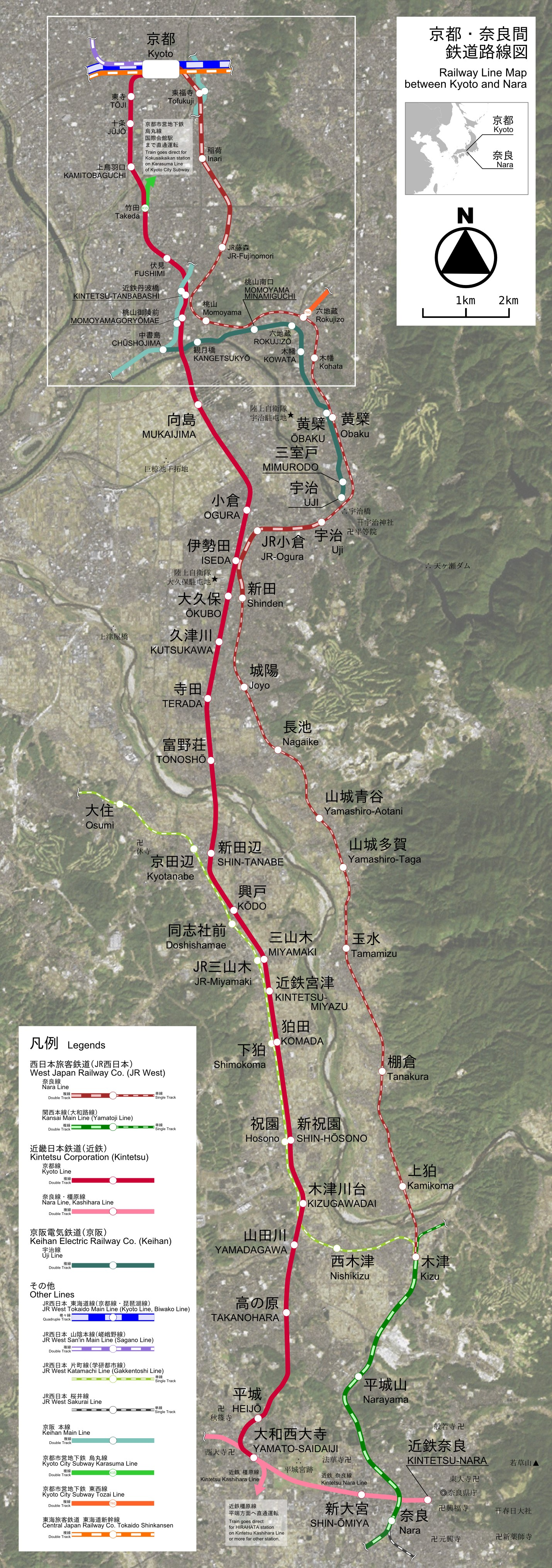
京都-奈良間

- 競合意識が薄れた区間
  - 大阪 - 堺間
    - JR西日本 - 阪和線・羽衣線
    - 南海電気鉄道 - 南海本線
    - 南海電気鉄道 - 高野線
    - 阪堺電気軌道 - 阪堺線
    - Osaka Metro - 御堂筋線（大阪市内-なかもず）

  - 大阪 - 河内長野・泉北ニュータウン間
    - 南海電気鉄道 - 高野線
    - 近畿日本鉄道 - 南大阪線・長野線
    - 泉北高速鉄道 - 泉北高速鉄道線

  - 京都 - 宇治間
    - JR西日本 - 奈良線
    - 京阪電気鉄道 - 京阪本線・宇治線

  - 京都 - 大津間
    - JR西日本 - 琵琶湖線（東海道本線）・湖西線
    - 京阪電気鉄道 - 京津線・石山坂本線

### 道路

阪神地域における阪神高速と周辺有料道路

- 高速道路
  - 新名神高速道路
  - 名神高速道路
  - 京滋バイパス
  - 京奈和自動車道
  - 京都縦貫自動車道
  - 第二京阪道路
  - 山陽自動車道
  - 中国自動車道
  - 神戸淡路鳴門自動車道
  - 第二神明道路
  - 近畿自動車道
  - 第二阪奈道路
  - 西名阪自動車道
  - 名阪国道
  - 関西空港自動車道
  - 南阪奈道路
  - 阪和自動車道
  - 阪神高速道路
- 国道
  - 国道1号
  - 国道2号
  - 国道8号
  - 国道9号
  - 国道24号
  - 国道25号
  - 国道26号
  - 国道28号
  - 国道43号

京都 - 大阪間
主要道路として、名神高速道路と国道1号、北部では国道171号がある。慢性化した国道1号の混雑緩和のため、第二京阪道路が建設された。
大阪 - 神戸間
主要道路として、阪神高速3号神戸線、5号湾岸線、国道2号、国道43号がある。また、北側の迂回路として、中国自動車道や阪神高速7号北神戸線もある。
京都 - 神戸間
主要道路として、名神高速道路（西宮IC以西は阪神高速3号神戸線）と国道171号（西宮 - 神戸は国道2号と重複）がある。
大阪 - 奈良間
主要道路として、第二阪奈道路、西名阪自動車道、南阪奈道路がある。北和では国道163号と阪奈道路が、西和では国道25号が、中南和では国道165号がある。
京都 - 奈良間
主要道路として、国道24号と京奈道路がある。
大阪 - 和歌山間
主要道路として、阪和自動車道、阪神高速4号湾岸線、国道26号（第二阪和国道）などがある。このほか、国道480号（父鬼街道）や大阪府道・和歌山県道62号泉佐野打田線（粉河街道）、国道310号・国道371号（高野街道）など、大阪 - 和歌山を結ぶ道路は多岐に渡る。
京都 - 大津間
主要道路として、名神高速道路と京滋バイパス、国道1号、北部では琵琶湖西縦貫道路がある。

### 港湾

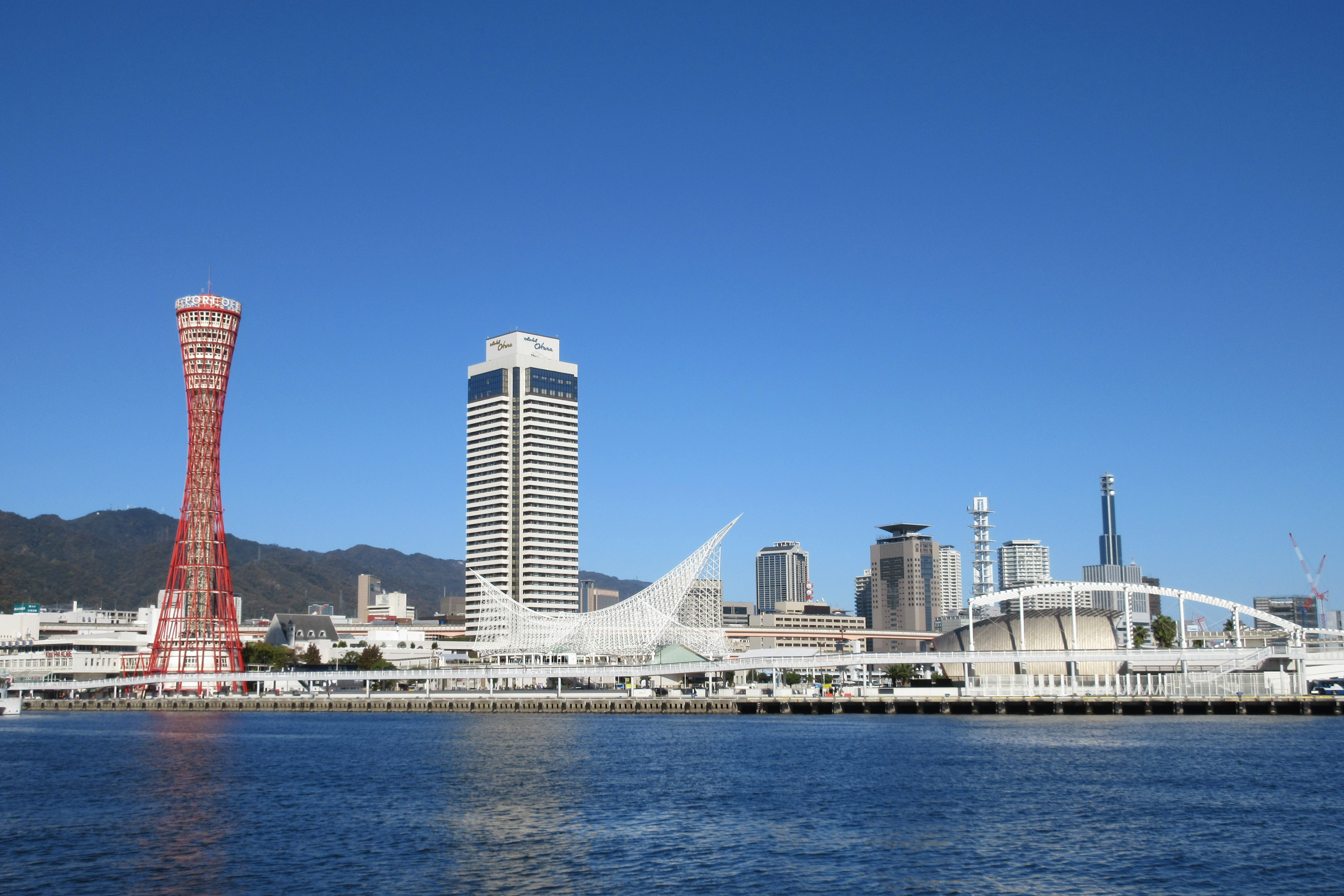
神戸港

主に四つある港湾をまとめたスーパー中枢港湾には「阪神港」という名称がある。
- 神戸港
- 大阪港
- 尼崎西宮芦屋港
- 堺泉北港

### 空港

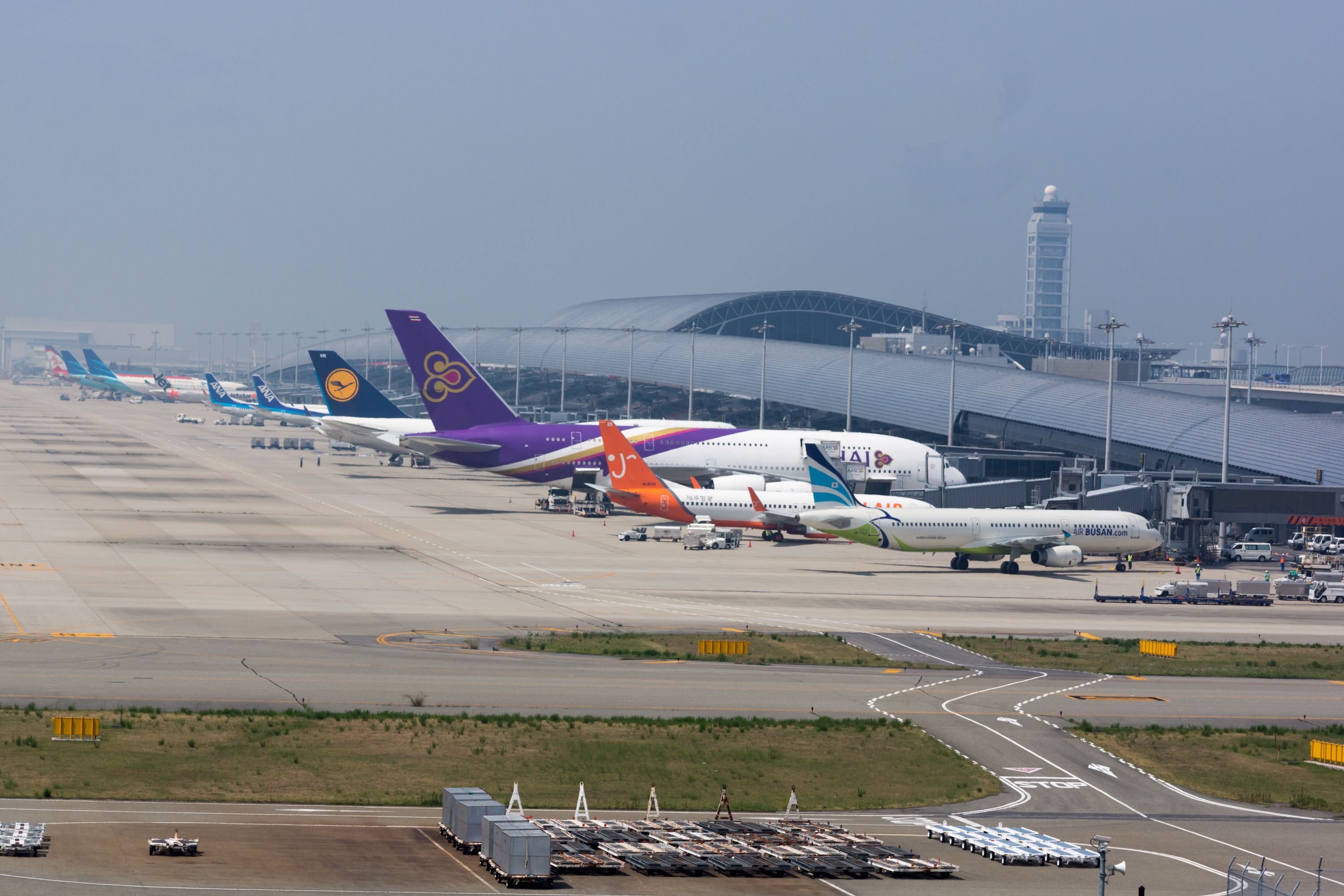
関西国際空港

- 関西三空港
  - 大阪国際空港（伊丹空港）
  - 関西国際空港（関西空港）
  - 神戸空港（マリンエア）
- 八尾空港